# Фёдоров, Андрей Витальевич
Андрей Витальевич Фёдоров (узб. Andrey Vitalyevich Fyodorov; род. 10 апреля 1971, Маргилан, Ферганская область) — советский, узбекистанский и российский футболист и тренер. Выступал также и за сборную Узбекистана (1994—2006).

## Карьера игрока
Начинал играть в клубе «Автомобилист» из Коканда, выступавшем в то время во 2-й лиге чемпионата СССР.
В 1992, с началом первого чемпионата Узбекистана, влился в состав ферганского клуба «Нефтчи», где провёл 4 сезона.
В 1994 году в составе сборной Узбекистана стал чемпионом Азиатских игр.
В 1996 году заключил контракт с московским ЦСКА, однако вскоре был дисквалифицирован Азиатской конфедерацией футбола на 2 года за удар судьи на поле. Инцидент произошёл после окончания матча Кубка чемпионов Азии против клуба «Елимай» в сентябре 1995 года, Фёдоров тогда ударил судью из Таджикистана Владимира Домладжанова. Из-за дисквалификации не смог выступать за клуб. Позже срок дисквалификации был сокращён до 12 месяцев.
С 2000 года играл за казанский «Рубин». В составе клуба провёл 127 игр, забил 15 мячей.

## Карьера тренера
В 2008 году завершил карьеру игрока, был назначен руководителем селекционного отдела ФК «Рубин». В 2012—2013 был главным тренером дубля ФК «Рубин».
Летом 2014 года вернулся в Фергану и вошёл в тренерский штаб клуба «Нефтчи». В августе 2015 года стал главным тренером клуба.
В апреле 2018 года после ухода из клуба был назначен и. о. главного тренера действующего чемпиона Узбекистана — ташкентского «Локомотива», после того как предыдущий наставник Андрей Микляев подал в отставку.
За сборную Узбекистана сыграл в 64 матчах, забив 7 мячей. Перед Кубком Азии 2007 года объявил о завершении своей карьеры в сборной.
С 13 октября 2022 года назначен и. о. главного тренера Локомотив (Москва)

## Достижения
В качестве футболиста
- Чемпион Азиатских игр 1994 года в Хиросиме
- Чемпион Узбекистана (4): 1992, 1993, 1994, 1995
- Чемпион России 2008 года в составе «Рубина»
- Обладатель Кубка Узбекистана (2): 1994, 1996
- Бронзовый призёр Кубка чемпионов Азии: 1994/95
- Серебряный призёр чемпионата Узбекистана (2): 1996, 1997
- Бронзовый призёр чемпионата России: 2003
- Серебряный призёр Кубка чемпионов Содружества: 1994
- Победитель первого дивизиона России: 2002

Личные
- Футболист года в Узбекистане: № 3 — 1997[7]

В качестве тренера
- Чемпион Узбекистана 2018
- Обладатель Суперкубка Узбекистана: 2019

## Государственные награды
- Медаль «Шухрат»[8]